# São Francisco, São Paulo
São Francisco  este un oraș în São Paulo (SP), Brazilia.